# Scelorchilus rubecula
El chucao (en Chile y Argentina), tricao (en Chile), denominado también tapaculo chucao o tapacola chucao, es una especie de ave paseriforme perteneciente a la familia Rhinocryptidae, una de las dos del género Scelorchilus. Es endémica de los bosques templados del centro-sur de Chile, y en áreas fronterizas de Argentina. En la isla Mocha (Chile) existe una subespecie, el chucao de la Mocha, que se caracteriza por ser un poco más grande.

## Distribución y hábitat

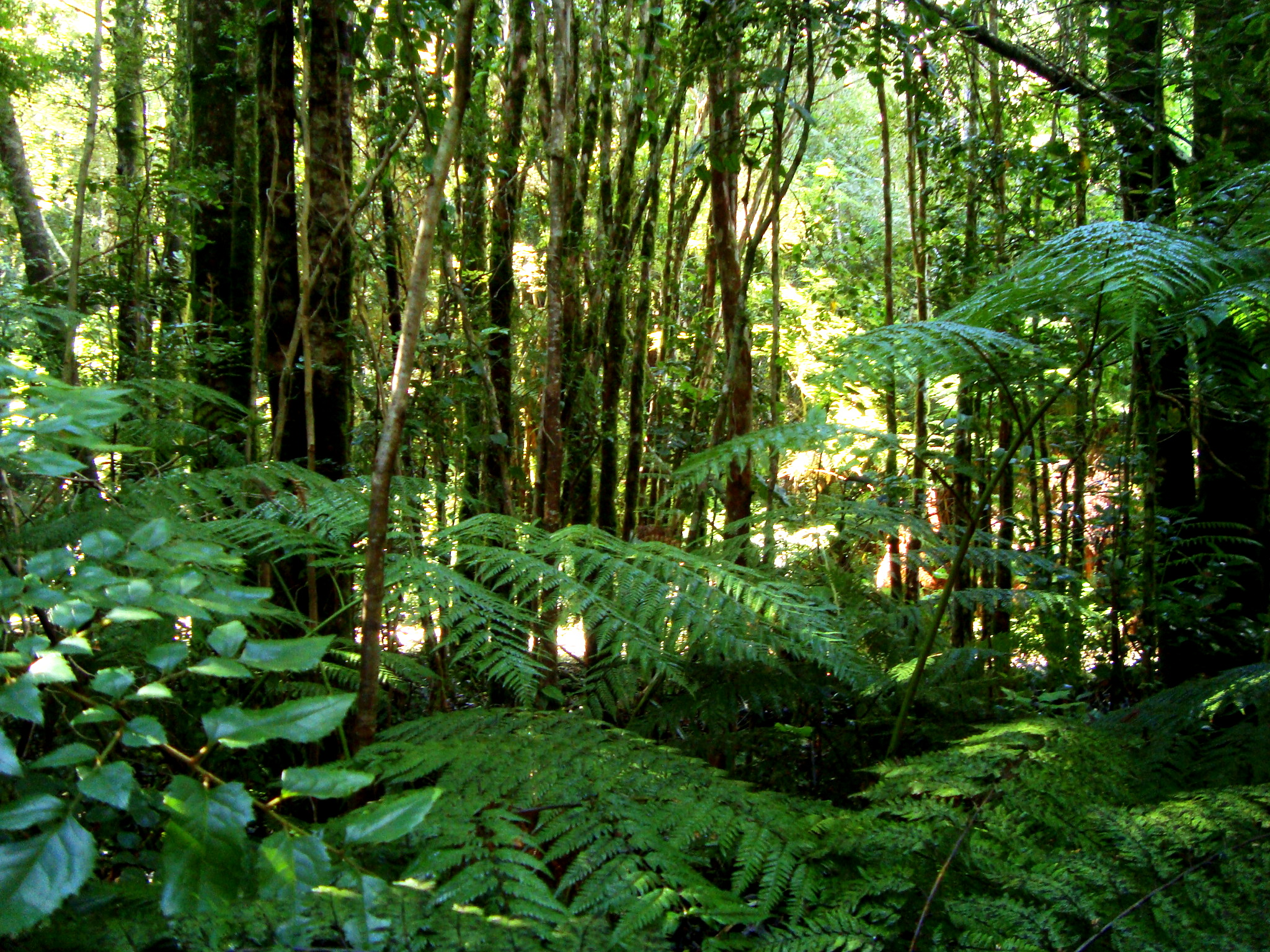
Bosque valdiviano, el hábitat de la especie.

Se distribuye en el centro sur de Chile, desde Bío Bío (ocasionalmente ocurre más al norte en las estribaciones andinas tan lejos como Colchagua) al sur hasta Aysén, y en las zonas inmediatamente adyacentes de Argentina (desde Neuquén al sur hasta el oeste de Chubut).
Habita exclusivamente en la parte más densa y húmeda del sur de Argentina y Chile, en los bosques subantárticos, en la llamada selva valdiviana. Es localmente común en el suelo o cerca, de bosques dominados por Nothofagus hasta los 1500 m s. n. m. de altitud.

## Descripción

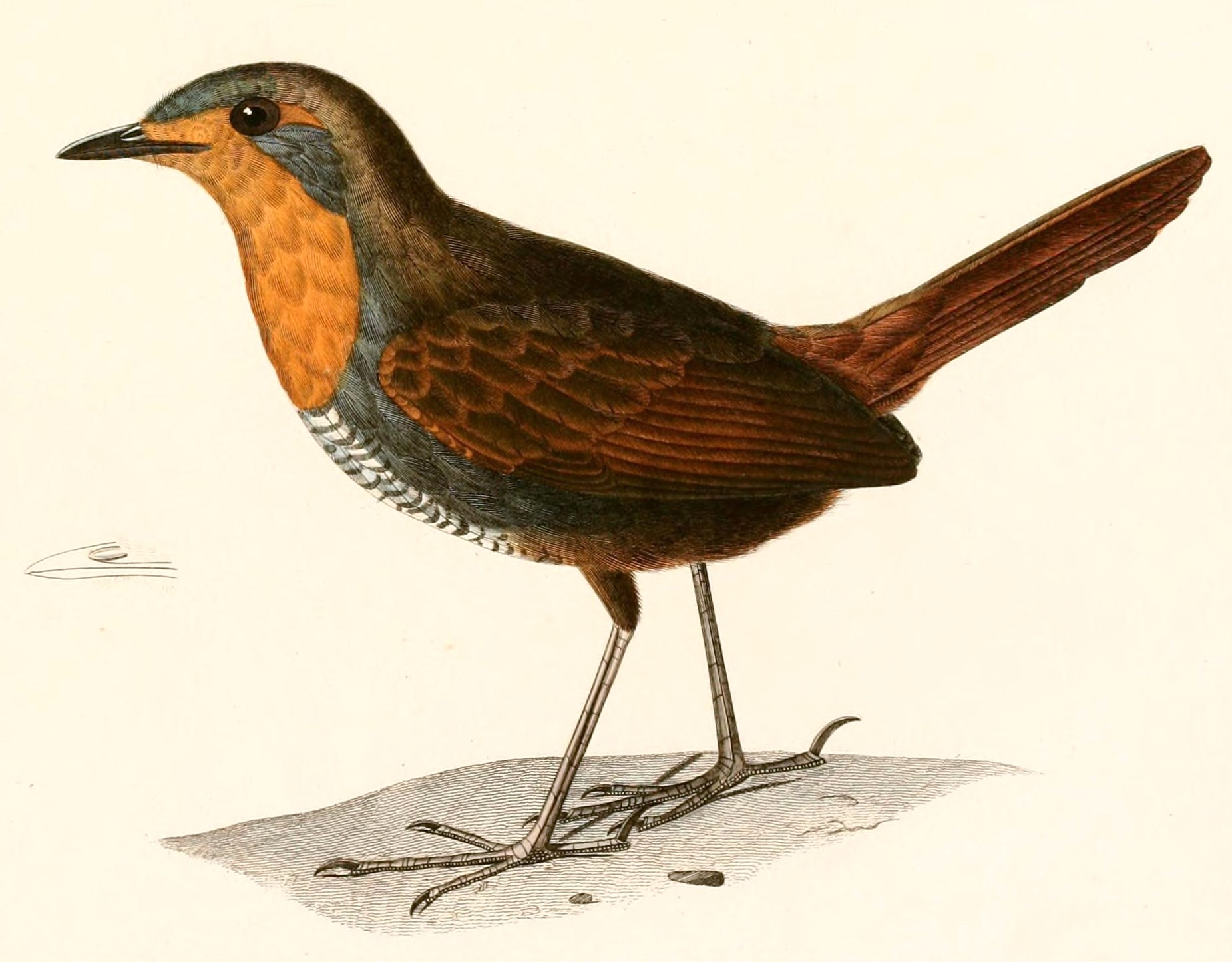
Scelorchilus rubecula, ilustración en Voyage dans l'Amérique méridionale de d'Orbigny, 1847.

Mide entre 18 y 19 cm de longitud aproximadamente. En el lomo tiene un color pardo rojizo con los loros y una lista pos ocular anaranjado rojizo, los auriculares y lados del cuello son grises. El vientre presenta líneas transversales blancas y negras, los flancos son grises.

## Comportamiento
Es un ave que vive en el sotobosque y se desplaza caminando o dando saltos con su larga cola levantada o mediante vuelos muy cortos. Raramente salen a los bordes del bosque.

### Alimentación
El tapaculo chucao es omnívoro, se alimenta de insectos de la familia Curculionidae (Coleoptera) y Formicidae (Hymenoptera), entre otros y también de frutos carnosos de Amomyrtus luma, Myrteola numularia y Drimys winteri.

### Reproducción
Nidifica cuando el suelo todavía está húmedo y fangoso por las lluvias invernales, en una cueva que cava en el suelo, en alguna barranca o ladera escarpada con mucha vegetación. Pone de 2 a 3 huevos blancos de tamaño relativamente grande en relación con el ave, que miden 28 x 23 mm.

### Vocalización
Durante la temporada reproductiva se escucha su canto, mucho más que se lo ve, un resonantemente alto y abrupto “chuu, chu-chu-chu-caou” que emana en todo el alrededor.

## En la cultura popular
En la creencia popular, su grito anuncia la suerte de quien lo escuche: para algunos el oírlo a la derecha es señal de buena suerte y oírlo a la izquierda una mala señal; mientras que para otros, anuncia mala suerte oír el grito habitual ("huithreu", "huithrothroy") y un buen augurio si se oye el grito menos frecuente ("chudec").

## Sistemática

### Descripción original
La especie S. rubecula fue descrita por primera vez por el naturalista alemán Friedrich Heinrich von Kittlitz en 1830 bajo el nombre científico Pteroptochos rubecula; localidad tipo «Concepción, Chile».

### Subespecies
Según la clasificación del Congreso Ornitológico Internacional (IOC) (Versión 6.3, 2016) y Clements Checklist v.2015, se reconocen dos subespecies, con su correspondiente distribución geográfica:
- Scelorchilus rubecula rubecula (Kittlitz, 1830) – sur de Chile, desde Bío Bío al sur hasta Aysén, y adyacencias de Argentina (desde Neuquén hasta Chubut).
- Scelorchilus rubecula mochae Chapman, 1934 – Isla Mocha, en el sur de Chile.